# Saeed Al Kathiri
Saeed Salem Saleh Salem Al Kathiri (arabe : سعيد الكثيري), né le 28 mars 1988 à Abou Dabi aux Émirats arabes unis, est un joueur de football international émirati, qui évolue au poste d'attaquant.

## Biographie

### Carrière en club
Avec le club d'Al Wahda, il participe à la Coupe du monde des clubs 2010 organisée dans son pays natal. Il dispute deux matchs lors de la compétition.

### Carrière en sélection
Avec l'équipe des Émirats arabes unis, il possède 18 sélections, avec 3 buts inscrits, depuis 2010.
Il figure dans le groupe des sélectionnés lors des Coupes d'Asie des nations de 2011 et de 2015. La sélection émirati se classe troisième de la compétition en 2015.

## Palmarès
Al Wahda
| - Championnat des Émirats arabes unis (1) : - Champion : 2009-10. - Vice-champion : 2006-07. - Supercoupe des Émirats arabes unis (1) : - Vainqueur : 2011. - Finaliste : 2010. |  | - Coupe de la UAEFA : - Finaliste : 2006. |